# Italiens damlandslag i ishockey
Italiens damlandslag i ishockey, i folkmun "Blå damerna", kontrolleras av det italienska sportförbundet FISG (Federazione Italiana Sport del Ghiaccio). Italien hade 2005 omkring 850 registrerde kvinnliga ishockeysepalre (2005).

## Historik
Den 8 januari 1994 spelade Italien sin första damlandskamp i ishockey, och förlorade med 2-8 mot Tjeckien. Italien rankades 11:a i världen 2006, och på 24:e plats på IIHF:s världsrankinglista efter VM 2008.

## 2006 års landslag
Målvakter
- 01 Luana Frasnelli
- 20 Debora Montanari

Försvarare
- 02 Michela Angeloni
- 09 Valentina Bettarini
- 19 Nadia De Nardin
- 07 Linda De Rocco
- 14 Rebecca Fiorese
- 13 Manuela Friz
- 16 Katharina Sparer

Forwards
- 12 Evelyn Bazzanella
- 08 Celeste Bissardella
- 15 Heidi Caldart
- 18 Silvia Carignano
- 17 Diana Da Rugna
- 25 Anna De la Forest
- 11 Sabina Florian
- 24 Waltraud Kaser
- 10 Maria Michaela Leitner
- 06 Silvia Toffano
- 23 Sabrina Viel

## Tränare
- Markus Sparer

## VM resultat
- 1990-1997: Var inte med.
- 1999 - 17 plats
- 2000 - 16 plats
- 2001 - 19 plats
- 2003*- 18 plats
- 2004 - 17 plats
- 2005 - 16 plats
  - SARS gjorde att A-VM inte spelades 2003, men Division II gjorde det.

## Olympisk resultat
- 1998 - Var ej med.
- 2002 - kvalificerade sig inte
- 2006 - 8:a (värdland)